# Lygisaurus zuma
Lygisaurus zuma là một loài thằn lằn trong họ Scincidae. Loài này được Couper miêu tả khoa học đầu tiên năm 1993.